# Molteni (equipo ciclista)

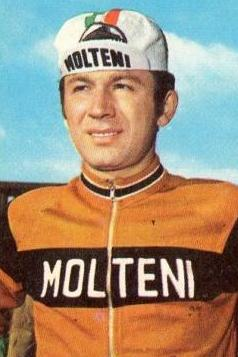
Pierfranco Vianelli con los colores del Molteni

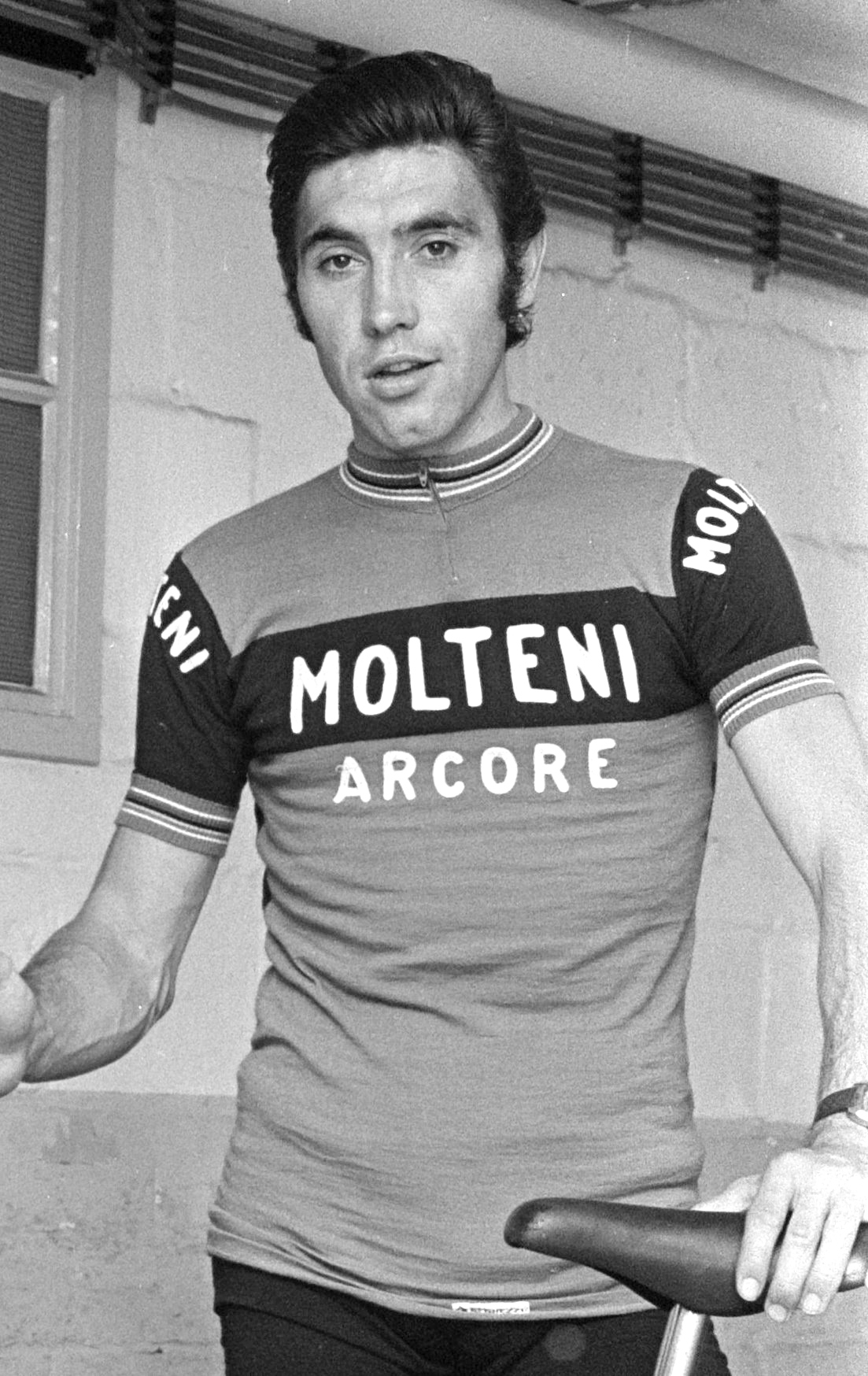
Eddy Merckx en 1973

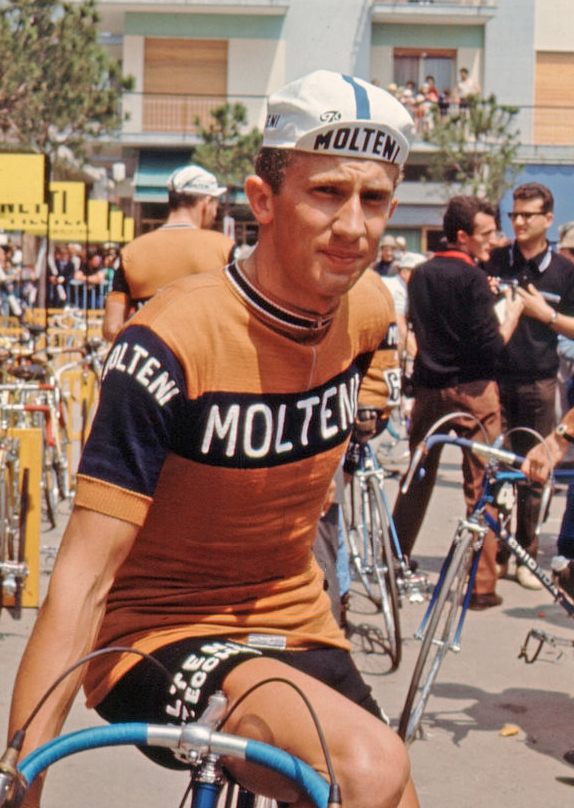
Gianni Motta

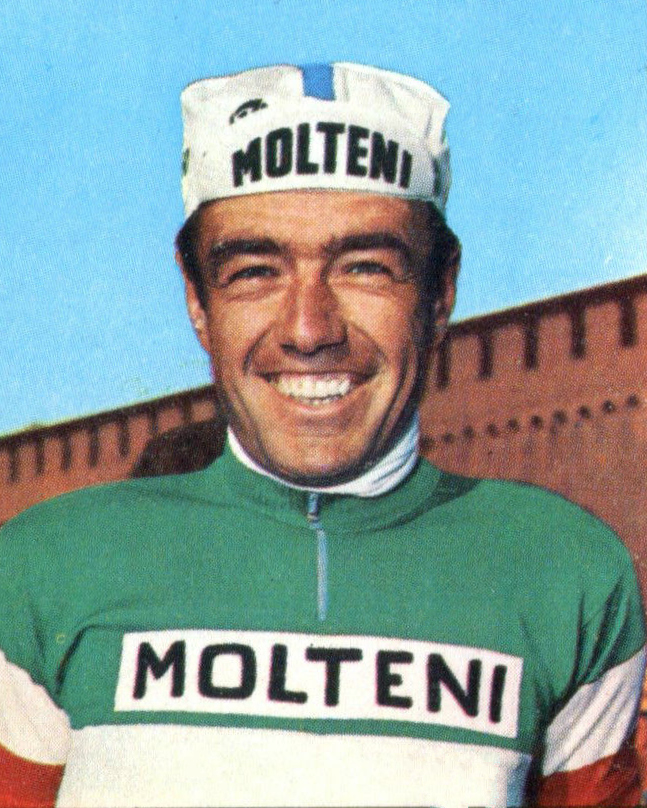
Franco Balmamion

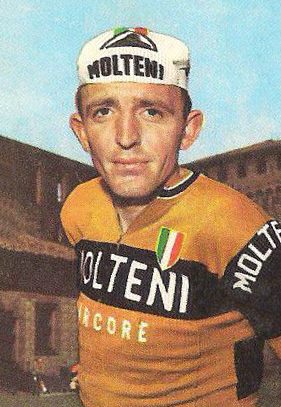
Martin Van Den Bossche

El equipo Molteni, fue un equipo ciclista italiano de ciclismo en ruta que compitió entre 1958 y 1976. Gran dominador durante la década del 1960 y 1970 con más de 650 victorias. Fue el equipo donde Gianni Motta y Eddy Merckx consiguieron sus principales éxitos.

## Corredor mejor clasificado en las Grandes Vueltas
| Año  | Giro de Italia             | Tour de Francia            | Vuelta a España |
| ---- | -------------------------- | -------------------------- | --------------- |
| 1958 | 13.º Hans Junkermann       | -                          | -               |
| 1959 | 8.º Guido Carlesi          | -                          | -               |
| 1960 | 34.º Bruno Costalunga      | -                          | -               |
| 1961 | 22.º Gianantonio Ricco     | -                          | -               |
| 1962 | 16.º Guido De Rosso        | -                          | -               |
| 1963 | 4.º Guido De Rosso         | Abandono                   | -               |
| 1964 | 3.º Guido De Rosso         | -                          | -               |
| 1965 | 10.º Guido De Rosso        | 3.º Gianni Motta           | -               |
| 1966 | 1.º Gianni Motta           | 12.º Rudi Altig            | -               |
| 1967 | 2.º Franco Balmamion       | -                          | -               |
| 1968 | 7.º Franco Balmamion       | -                          | -               |
| 1969 | 6.º Michele Dancelli       | 7.º Pierfranco Vianelli    | -               |
| 1970 | 3.º Martin Van Den Bossche | 4.º Martin Van Den Bossche | -               |
| 1971 | 2.º Herman Van Springel    | 1.º Eddy Merckx            | -               |
| 1972 | 1.º Eddy Merckx            | 1.º Eddy Merckx            | -               |
| 1973 | 1.º Eddy Merckx            | -                          | 1.º Eddy Merckx |
| 1974 | 1.º Eddy Merckx            | 1.º Eddy Merckx            | -               |
| 1975 | -                          | 2.º Eddy Merckx            | -               |
| 1976 | 8.º Eddy Merckx            | -                          | -               |

## Principales resultados
- Giro de Lombardía: Gianni Motta (1964),  Eddy Merckx (1971, 1972).
- Milán-San Remo: Michele Dancelli (1970), Eddy Merckx (1971, 1972, 1975, 1976).
- Lieja-Bastoña-Lieja: Eddy Merckx (1971, 1972, 1973, 1975), Joseph Bruyère (1976).
- París-Roubaix: Eddy Merckx (1973).
- Tour de Flandes: Eddy Merckx (1975).

### En las grandes vueltas
- Giro de Italia
  - 18 participaciones (1958, 1959, 1960, 1961, 1962, 1963, 1964, 1965, 1966, 1967, 1968, 1969, 1970,  1971,  1972,  1973,  1974, 1976)
  - 57 victorias de etapa:
    - 1 el 1959: Rolf Graf
    - 2 el 1961: Pietro Chiodini, Adriano Zamboni
    - 1 el 1962: Armando Pellegrini
    - 3 el 1963: Guido Carlesi (2), Pierino Baffi
    - 2 el 1964: Michele Dancelli, Gianni Motta
    - 3 el 1965: Michele Dancelli (2), René Binggeli
    - 6 el 1966: Rudi Altig (2), Gianni Motta (2), Pietro Scandelli
    - 2 el 1967: Rudi Altig (2)
    - 4 el 1968: Gianni Motta, Guerrino Tosello, Marino Basso, Franco Bodrero
    - 7 el 1969: Marino Basso (4), Giancarlo Polidori, Davide Boifava, Michele Dancelli
    - 6 el 1970: Michele Dancelli (4), Marino Basso (2)
    - 6 el 1971: Marino Basso (3), Guerrino Tosello, Romano Tumellero, Giacinto Santambrogio
    - 5 el 1972: Eddy Merckx (4), Roger Swerts
    - 7 el 1973: Eddy Merckx (6), Roger Swerts
    - 2 el 1974: Eddy Merckx (2)
    - 1 el 1976: Joseph Bruyère

  - 4 clasificaciones finales:
    - Gianni Motta (1966)
    - Eddy Merckx (1972, 1973, 1974)

  - 8 clasificaciones secundarias:
    - Clasificación por puntos: Gianni Motta (1966), Marino Basso (1971), Eddy Merckx (1973)
    - Gran Premio de la montaña: Martin Van Den Bossche (1970)
    - Clasificación por equipos: 1966, 1971, 1973

- Tour de Francia
  - 8 participaciones (1965, 1966, 1969, 1970, 1971, 1972, 1974, 1975)[1]
  - 37 victorias de etapa:
    - 2 el 1965: Adriano Durante, Giuseppe Fezzardi
    - 4 el 1966: Rudi Altig (3), Tommaso De Pra
    - 2 el 1969: Marino Basso, Michele Dancelli
    - 3 el 1970: Marino Basso (3)
    - 6 el 1971: Eddy Merckx (4), Marinus Wagtmans, Herman Van Springel
    - 8 el 1972: Eddy Merckx (6), Jos Huysmans, Joseph Bruyère
    - 9 el 1974: Eddy Merckx (8), Joseph Spruyt
    - 3 el 1975: Eddy Merckx (2), Karel Rottiers

  - 3 clasificaciones finales:
    - Eddy Merckx (1971, 1972, 1973)

  - 9 clasificaciones secundarias:
    - Premio de la combatividad: Rudi Altig (1966), Eddy Merckx (1974, 1975)
    - Clasificación de los esprints intermedios: Guido Neri (1966)
    - Clasificación por puntos: Eddy Merckx (1971, 1972)
    - Clasificación de la combinada: Eddy Merckx (1971, 1972, 1974)

- Vuelta a España
  - 1 participaciones (1973)
  - 9 victorias de etapa:
    - 9 el 1973: Eddy Merckx (6), Jos Deschoenmaecker, Roger Swerts, crono por equipos

  - 1 clasificaciones finales:
    - Eddy Merckx (1973)

  - 1 clasificaciones secundarias:
    - Clasificación por puntos: Eddy Merckx (1973)
    - Clasificación de la combinada: Eddy Merckx (1973)